# دانکنویل (تگزاس)
دانکنویل، تگزاس (به انگلیسی: Duncanville, Texas) شهری در ایالت تگزاس از ایالات جنوبی ایالات متحده آمریکا است. در سرشماری سال ۲۰۰۰، جمعیت این شهر ۴۲۵۰۰ نفر اعلام شد.